# Ольпе (район)
Ольпе (нем. Olpe) — район в Германии. Центр района — город Ольпе. Район находится на юге федеральной земли Северный Рейн-Вестфалия в Зауэрланде. Подчинён административному округу Арнсберг и входит в состав Ландшафтного союза Вестфален-Липпе. Занимает площадь 710 км². Население — 139,4 тыс. чел. (2010). Плотность населения — 196 человек/км².
Официальный код района — 05 9 66.

## География
Площадь района Ольпе — около 710 км². Низшая точка района находится на высоте 224 м над уровнем моря в коммуне Финнентроп к северо-западу от Рёнкхаузена. Самые высокие точки района Ольпе представляют собой следующие горы:
- Хэрдлер (в городе Леннештадт) — 756 м.
- Хоэ Хессель (коммуна Кирххундем) — 743 м.
- Вильдхёфер (коммуна Кирххундем) — 725 м.
- Ризенберг (коммуна Кирххундем) — 720 м.

## История

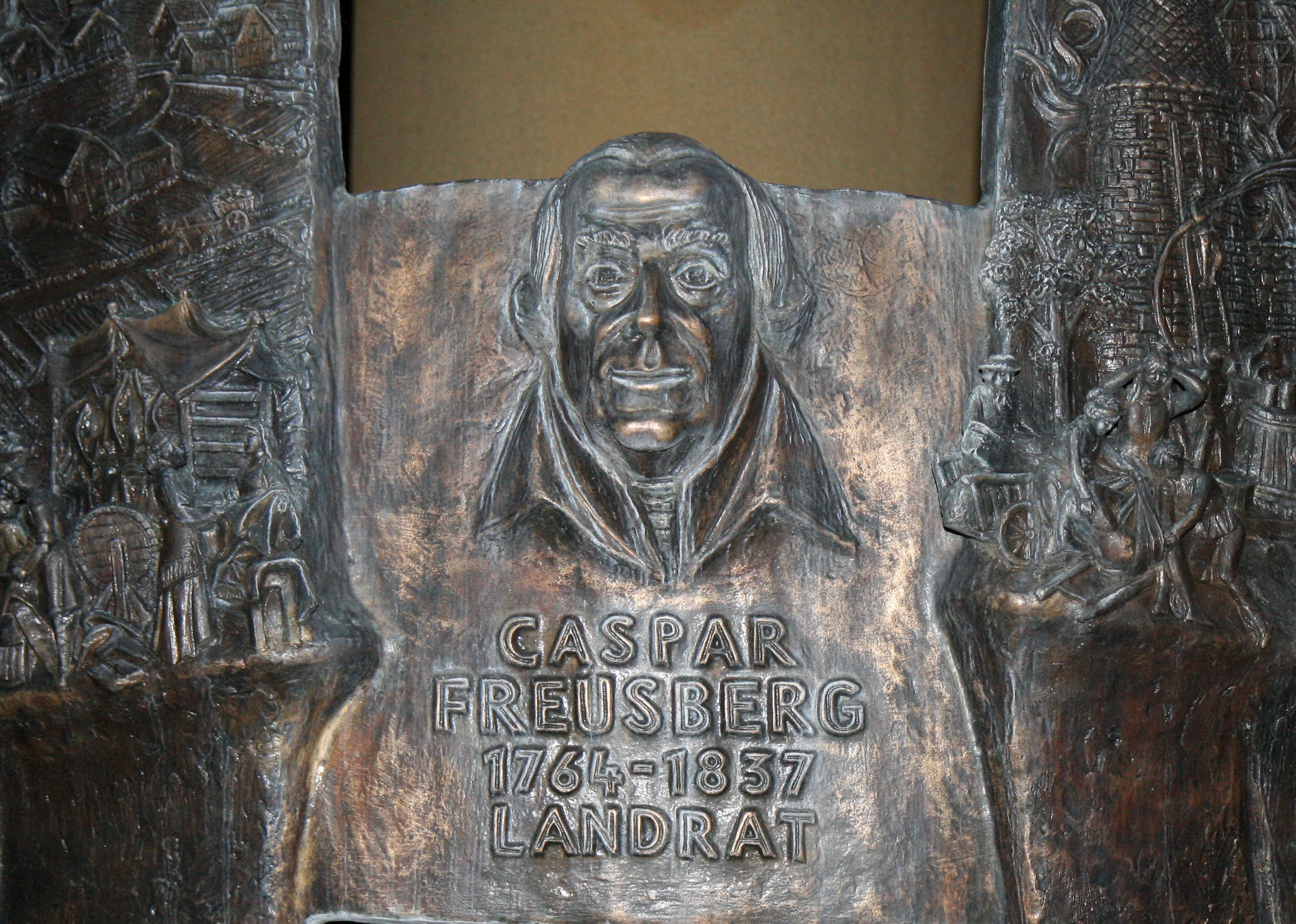
Каспар Фройсберг, рельеф на Фонтане Истории в Ольпе

В 1819 году герцогство Вестфалия вошло в состав Пруссии. В результате этого территориального преобразования был расформирован вестфальский район Бильштайн, а его территория по большей части перешла к району Ольпе. Отдельные земли Бильштайна (как, например, Шёнхольтхаузен) вошли в состав района Эслоэ. Первым главой района Ольпе стал Каспар Фердинанд Фройсберг.
По сравнению с соседними районами, Ольпе прошёл через коммунальные преобразования 1975 года практически без изменений. В доиндустриальный период части района Ольпе были экономическим центром Вестфальского герцогства. Производство листового железа имело в Ольпе межрегиональное значение. Значительную роль играли также и другие отрасли металлообработки. Однако предприятия района Ольпе не смогли пережить промышленную революцию. В результате в первой половине XIX века начались процессы деиндустриализации и аграризации. В связи с этим значительно вырос отток населения из района.
Промышленное производство листового железа вернулось в регион во второй половине XIX века, не в последнюю очередь благодаря строительству железной дороги в 1860-х годах. Начали набирать обороты и другие отрасли промышленности, в частности, добыча полезных ископаемых. Вместе с тем до XX века значительную роль в экономике региона играла кожевенная промышленность.

## Административное деление
Район Ольпе делится на семь районных коммун, из которых три носят статус «средних районных городов».
Города
1. Аттендорн, средний районный город (население — 24786 человек)
2. Дрольсхаген (население — 12122 человека)
3. Леннештадт, средний районный город (население — 27170 человек)
4. Ольпе, средний районный город (население — 25431 человек)

Коммуны
1. Финнентроп (население — 17662 человека)
2. Кирххундем (население — 12315 человек)
3. Венден (население — 19900 человек)

## Соседние районы
С северо-запада район Ольпе граничит с районом Меркиш, с северо-востока — с районом Хохзауэрланд, с юго-востока — с районом Зиген-Виттгенштайн, с юга — с районом Альтенкирхен Рейнланд-Пфальц, с запада — с районом Обербергиш.

## Политика

### Ландрат
| ландраты (с 1945 года) | Срок администрации                        |
| Хайнрих Отто Шписс     | 11 января 1945 г. — 20 июля 1945 г.       |
| Рихард Клевер          | 21 июля 1945 г. — 19 июня 1946 г.         |
| Йозеф Шраге (ХДС)      | 19 июня 1946 г. — 22 октября 1953 г.      |
| Йозеф Метен (ХДС)      | 1 ноября 1953 г. — 30 июля 1966 г.        |
| Хельмут Кумпф          | 4 октября 1966 г. — 27 января 1971 г.     |
| Хорст Лимпер (ХДС)     | 28 апреля 1971 г. — 15 июля 1984 г.       |
| Ханспетер Кляйн (ХДС)  | 30 сентября 1984 г. — 30 сентября 1999 г. |

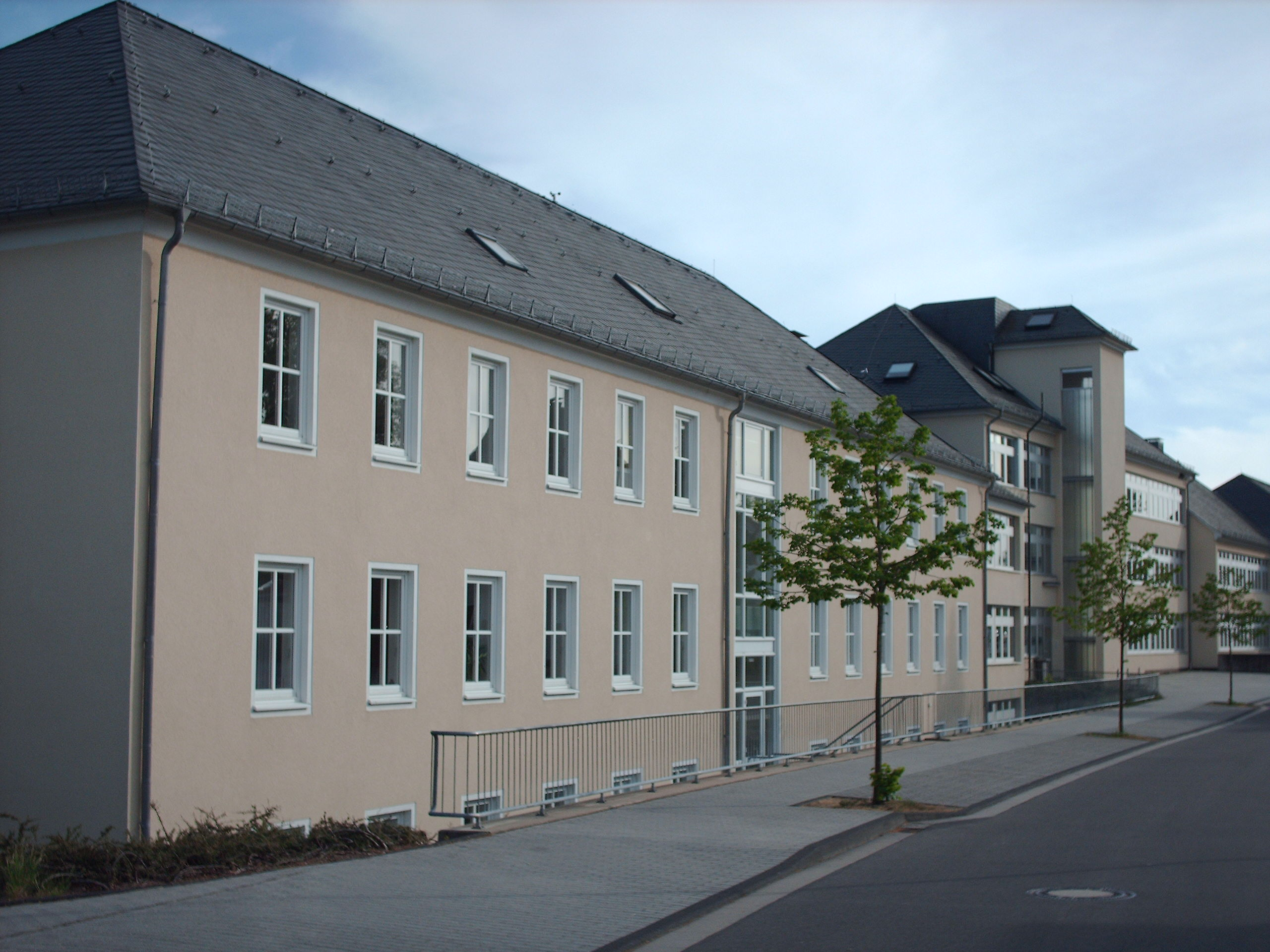
Здание районной администрации Ольпе

Окончание срока администрации Ханспетера Кляйна завершило период коммунального двоевластия в районе Ольпе. Преемником Кляйна стал Франк Бекехофф (ХДС), бывший до той поры начальником районного управления. Бекехофф стал первым штатным ландратом со времён Второй мировой войны (до этого должность ландрата была нештатной, почётной), получив пост председателя крайстага. Вместе с тем Франк Бекехофф сохранил за собой должность руководителя районной администрации.

### Герб
Герб района представляет собой рассеченный на серебро и золото щит. Впереди в серебряном поле чёрный крест, сзади в золотом поле два червленых пояса. Крест символизирует собой историческую принадлежность района к курфюршеству Кёльн. Задняя часть герба указывает на многовековую связь района с династией Фюрстенберг.

### Представительство в парламентах

#### Европарламент
Член Европейской Народной Партии Петер Лизе, родом из Ольсберга, с 1994 года представляет интересы Ольпе в Европейском парламенте. В его избирательный округ входят все города и коммуны районов Ольпе, Зост, Зиген-Виттгенштайн, Меркиш и Хохзауэрланд.

#### Бундестаг
Др. Матиас Хайдер (ХДС) является представителем в Бундестаге избирательного округа Ольпе/Меркиш 1. В 2009 году он получил прямой мандат. В период с 1994 по 2009 гг. Хартмут Шауерте (ХДС) был представителем от 150-го избирательного округа, в который входят все коммуны района Ольпе и южная часть района Меркиш (Хальфер, Хершайд, Кирспе, Люденшайд, Майнерцхаген и Шальксмюле).

#### Ландтаг
Теодор Крузе (ХДС) с 1995 года представляет район Ольпе в ландтаге Северного Рейна-Вестфалии. На выборах 2005 года он получил 64 % голосов.

## Транспорт

### Железнодорожный транспорт

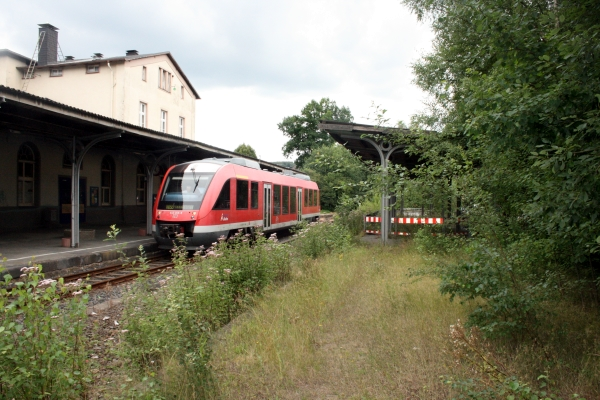
Поезд на вокзале Ольпе

Через район Ольпе проходят две железнодорожные линии:
- двухколейная электрифицированная линия 440 Рур-Зиг, по которой курсируют Рур-Зиг-Экспресс (RE16) и Рур-Зиг-Бан (RB91) из Хагена в Зиген через Вердоль и Финнентроп;
- одноколейная линия 442, по которой курсирует Биггезее-Экспресс (RB 92) из Финнентропа в Ольпе. Данной железнодорожной линией управляет предприятие ДрайЛэндерБан. На этом направлении применяются моторвагонные подвижные составы на дизельной тяге типа LINT27.

### Автомобильный транспорт
Через район Ольпе проходят два федеральных автобана:
- А4 (Е40) Аахен — Гёрлиц;
- А45 (Зауэрландская трасса) (Е41) Дортмунд — Ашаффенбург.